# 沃洛讷 (默兹省)
沃洛讷（法語：Velosnes，法語發音：[vəlɔn]）是法国默兹省的一个市镇，属于凡尔登区。

## 地理
沃洛讷（49°30'22"N, 5°27'18"E）面积4.37 平方千米，位于法国大東部大區默兹省，该省份为法国西北部内陆省份，北与比利时接壤，西接马恩省和阿登省，南至上马恩省和孚日省，东临默尔特-摩泽尔省。
与沃洛讷接壤的市镇（或旧市镇、城区）包括：鲁夫鲁瓦、沙朗西-沃赞、希耶尔河畔埃皮耶、奥特、维莱勒龙、奥坦河畔巴泽耶、埃库维耶、弗拉西尼、大韦尔讷伊、维莱克卢瓦。

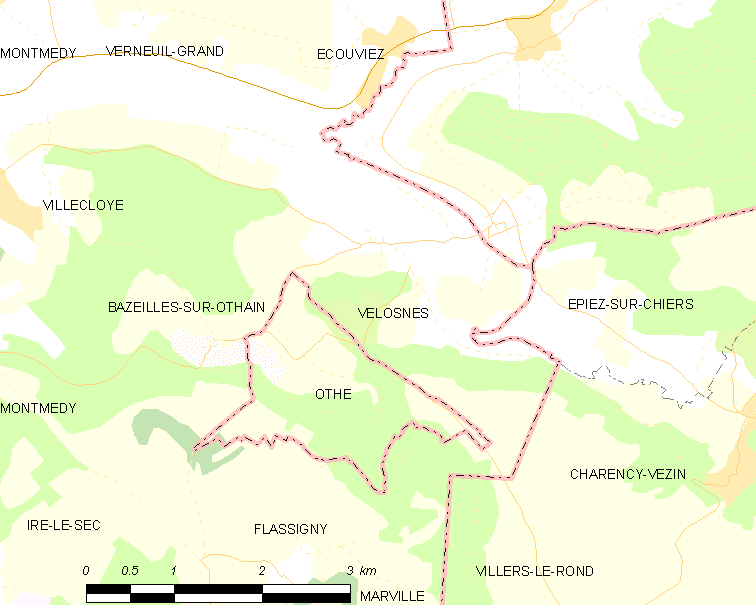
的OSM定位图

沃洛讷的时区为UTC+01:00、UTC+02:00（夏令时）。

## 行政
沃洛讷的邮政编码为55600，INSEE市镇编码为55544。

## 政治
沃洛讷所属的省级选区为蒙梅迪县。

## 人口

1962-2008年间人口变化图示

沃洛讷于2022年1月1日时的人口数量为139人。